# Insel Verlag
Der Insel Verlag ist ein deutscher Literaturverlag, der 1901 aus der zwei Jahre zuvor gegründeten Literatur- und Kunstzeitschrift Die Insel hervorging und seinen ursprünglichen Verlagssitz in Leipzig hatte. Seit 2010 hat er seinen Sitz in Berlin, nachdem er bis dahin in Frankfurt am Main residiert und eine Niederlassung in Leipzig unterhalten hatte.
Seit 1963 gehört das Unternehmen zum Suhrkamp Verlag.

## Geschichte

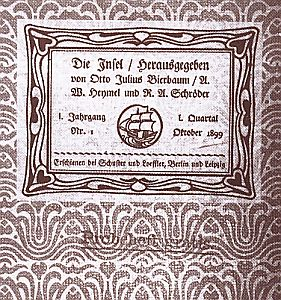
Die Zeitschrift Die Insel, erste Umschlagseite der Erstausgabe (Ausschnitt), Oktober 1899

### Der Anfang: 1899 bis 1918

#### Die MonatsschriftDie Insel
1899 riefen Otto Julius Bierbaum, Alfred Walter Heymel und Rudolf Alexander Schröder die Monatsschrift Die Insel ins Leben. Das Heft wurde von Georges Lemmen gestaltet und sollte einen Beitrag zur Literatur- und Kunstlandschaft Deutschlands leisten. Das noch heute verwendete Signet des Verlags, ein zweimastiges Segelschiff, wurde von Peter Behrens noch für die Zeitschrift entworfen. Bereits bei der Herausgabe des Heftes wurde auf die Ausstattung viel Wert gelegt und Illustratoren wie Heinrich Vogeler und Emil Rudolf Weiß konnten für die Zusammenarbeit gewonnen werden. Zu den ersten Büchern des neuen Verlages gehörten der Gedichtband Dir von Heinrich Vogeler und die Prosastücksammlung Fritz Kochers Aufsätze von Robert Walser. Vogeler illustrierte beispielsweise das Buch zu Der Kaiser und die Hexe von Hugo von Hofmannsthal.

#### Die Gründung des Insel Verlags

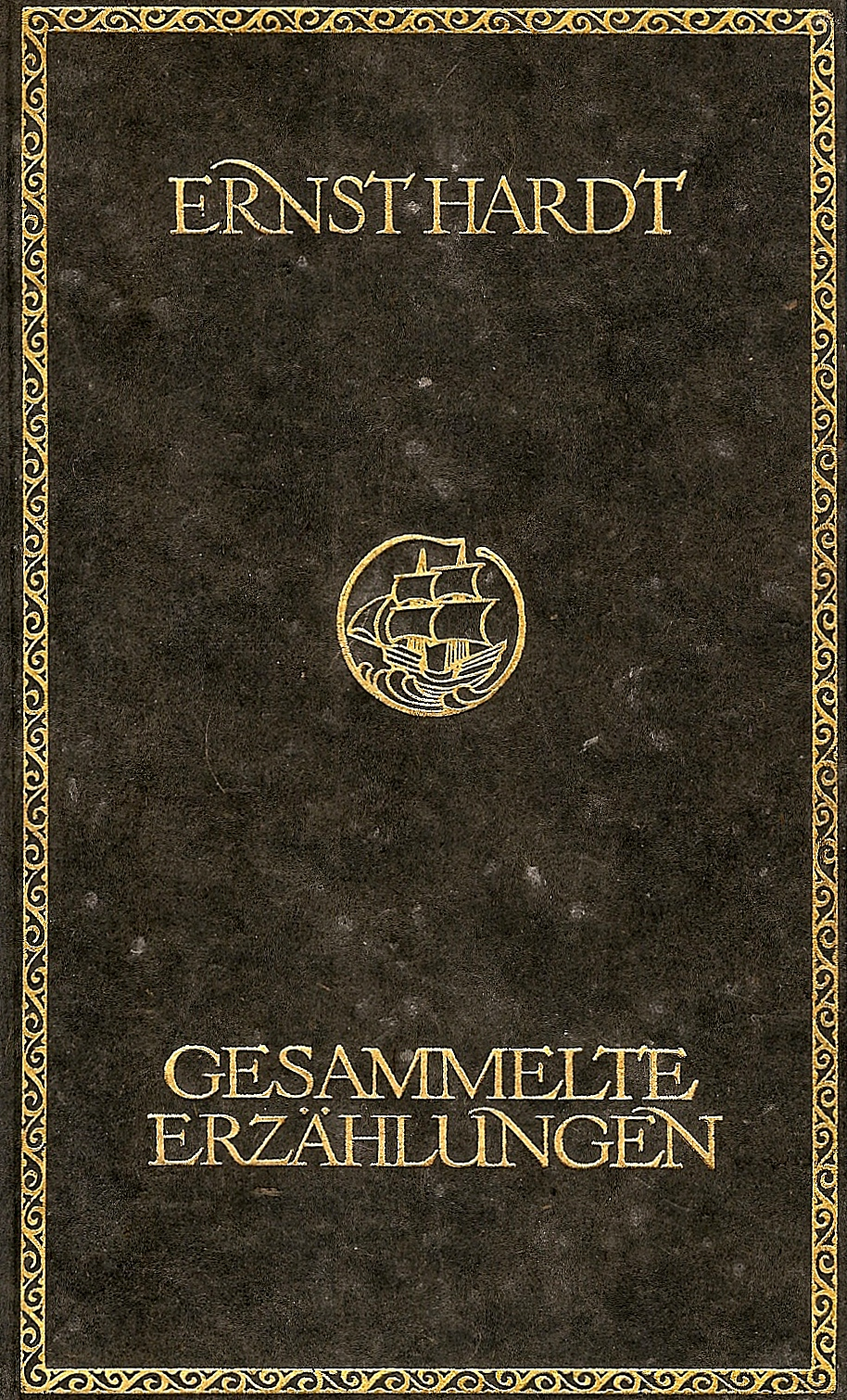
Typische Originalausgabe mit Signet: Ernst Hardt – Gesammelte Erzählungen, Erstauflage, 1909

Am 1. Oktober 1901 wurde der Insel Verlag als GmbH mit Sitz in Leipzig unter der Leitung von Rudolf von Poellnitz gegründet. Nach dessen Tod am 14. Februar 1905 übernahm Carl Ernst Poeschel kommissarisch den Verlag, an dem sich ab 1. Juli 1905 Anton Kippenberg gemeinsam mit ihm unter einer gemeinsamen Verlagsleitung beteiligte. Nachdem Poeschel im September 1906 aus dem Insel Verlag ausgeschieden war, wobei Anton Kippenberg im Gegenzug auch den Poeschel-Verlag verließ, leitete Kippenberg das Haus allein weiter. Dabei erhielt er Unterstützung von seiner Frau Katharina, die Mitarbeiterin und 1918 Prokuristin des Verlages wurde. Auch sein Neffe Max Christian Wegner stieg in den 1920er Jahren zum Prokuristen des Insel Verlages auf, ehe er um 1930 zum Bernhard Tauchnitz Verlag wechselte.
Den Geschäftssitz hatte Kippenberg noch 1906 in die Kurze Straße 7 (seit dem 1. April 2001: Spohrstraße), das Geburtshaus Poeschels, verlegt.

#### Die literarischen Schwerpunkte des Verlags
Unter der Führung Kippenbergs avancierte der Verlag in den folgenden Jahren zu einem der führenden Literaturhäuser Deutschlands. Seinen Verlagsschwerpunkt bildeten die Werke von Goethe, die er in verschiedenen Ausgaben und Ausstattungen herausgab. Neben Faksimiles und aufwendig gestalteten Büchern veröffentlichte der Insel Verlag 1909 den sechsbändigen „Volksgoethe“, der auch für ein breiteres Publikum erschwinglich war. Herausgeber war der Literaturwissenschaftler Erich Schmidt. Zu weiteren Goethe-Publikationen zählten seine Gedichte sowie seine Briefwechsel mit Frau von Stein, Marianne von Willemer oder Friedrich Schiller und sein Werk West-östlicher Divan. 1915, im zweiten Kriegsjahr des Ersten Weltkriegs, legte der Verlag eine aus zehn Titeln bestehende Goethe-Kriegsausgabe auf, die mit Faust I begann und mit einem Auszug aus Dichtung und Wahrheit, Goethes Jugend, endete. Um den Versand an die an der Front kämpfenden Soldaten des Deutschen Reichs zu erleichtern, erschienen die Texte in grauen Broschuren, wodurch das Transportgewicht reduziert war. Ähnliche Kriegsausgaben liegen auch von vielen Titeln der Insel-Bücherei vor.
Neben Goethe wurde Rainer Maria Rilke zum wichtigsten Autor des Hauses. Kippenberg war bemüht, sämtliche Titel des Schriftstellers bei Insel herauszugeben. 1912/1913 hatte der Verleger die Rechte für alle bis dahin geschriebenen Werke Rilkes erworben. Außerdem erschien im Verlag das Gesamtwerk von Hans Carossa, der im Programm ebenfalls einen Schwerpunkt einnahm.
Insel gab neben Schriften zeitgenössischer Autoren (beispielsweise Stefan Zweig, Hugo von Hofmannsthal oder Albrecht Schaeffer) viele Werke der Weltliteratur heraus. Werke von Heinrich Heine, Friedrich Hölderlin, Heinrich von Kleist oder Charles Dickens erschienen sogar in mehrbändigen Ausgaben (Heine, zehn Bände: 1910–1920; Dickens, zwölf Bände: 1910–1913). Seinen ersten finanziellen Erfolg konnte der Verlag mit einem Band aus der Reihe Erzählungen aus Tausendundeiner Nacht in der Übersetzung aus dem Englischen von Greve erzielen, die 1907/1908 in zwölf Bänden herausgegeben wurde.

#### Die Insel-Bücherei
1912 wurde die Insel-Bücherei gegründet. Ihr auffällig gestalteter Einband, die thematische Vielfältigkeit der Reihentitel und ihre sorgfältig gewählte Ausstattung lassen sie bis heute zu den bekanntesten Produkten des Verlags gehören. Als erstes Buch in der Reihe erschien Rainer Maria Rilkes Die Weise von Liebe und Tod des Cornets Christoph Rilke. 1915 und 1920 erschienen als Seitenstücke dieser Reihe die Österreichische Bibliothek und die überwiegend fremdsprachige Reihe Pandora; beiden war allerdings keine lange Dauer beschieden.

#### Die Ausstattung der Bücher
Im Insel Verlag spielte die werkadäquate Gestaltung der Bücher eine herausgehobene Rolle, und so erschienen prachtvoll ausgestattete Schriften ebenso wie das preiswerte und doch individuell entworfene Buch. Kippenberg wollte auf unnötigen Schmuck verzichten und forderte von der eingesetzten Schrift eine gute Lesbarkeit und Inhaltsbezogenheit. Er verwendete benutzerfreundliches Papier und schuf für die Klassiker-Ausgaben die Dünndruckausgaben als neuen Buchstandard. An der Gesamtgestaltung der Insel-Veröffentlichungen war er zumeist selbst beteiligt. Auch die sorgfältige, für ein preiswertes Taschenbuch weit überdurchschnittliche Ausstattung der Insel-Bücherei zeigt die Bemühungen Kippenbergs für das schöne Buch bei breitesten Leserkreisen, die von den hohen Auflagen der Reihe erreicht wurden.
Die kongeniale Buchillustration wurde im Insel Verlag von Anbeginn an gepflegt, und so stand der Verleger zu vielen zeitgenössischen Illustratoren in persönlichem Kontakt. Für das Haus arbeiteten Künstler wie Eric Gill, Friedrich Wilhelm Kleukens, Rudolf Koch, Emil Preetorius, Max Slevogt, Henry van de Velde, Willi Harwerth und Marcus Behmer.
Dagegen lehnte Kippenberg lange Zeit die Verwendung von Schutzumschlägen ab, da sie dem Buch die künstlerische Wirkung des stets gediegen gestalteten Einbands nehmen würden, beugte sich nach dem Ersten Weltkrieg aber den Markterfordernissen, die einen Schutzumschlag als verkaufsförderndes Element bedingten.

#### Faksimile der Gutenberg-Bibel
Als typografische Meisterleistung edierte der Verlag unter der Herausgeberschaft von Paul Schwenke nach dem in der Königlichen Bibliothek Berlin befindlichen Pergament-Exemplar ein Faksimile der Gutenberg-Bibel in 300 Exemplaren. Es wurde im Lichtdruck von der Lichtdruckanstalt Albert Frisch in den Jahren 1913 und 1914 gedruckt, mit Handkolorierungen versehen und nach dem Fuldaer Exemplar gebunden.

### 1919 bis 1945

#### Buchreihen ab Beginn der Inflationszeit und mehrbändige Ausgaben der Weltliteratur
Nach Ende des Ersten Weltkrieges, in dem der Verleger zum Militärdienst in der belgischen Etappe eingezogen worden war, kamen schwierige Jahre auf das Unternehmen zu. Im Zuge der fortschreitenden Inflation ging die Kaufkraft des Publikums drastisch zurück, so dass die Auflagenzahlen von Faksimile- und Klassiker-Veröffentlichungen rapide sanken. 
- Der Dom

Von 1919 bis 1927 publizierte Kippenberg die herausragende Sammlung „Der Dom“, die in 13 Bänden Schriften deutscher Mystiker beinhaltete.
- Verlagszeitschrift Inselschiff

Ebenfalls 1919 erschien zum ersten Mal die Verlagszeitschrift Inselschiff. 

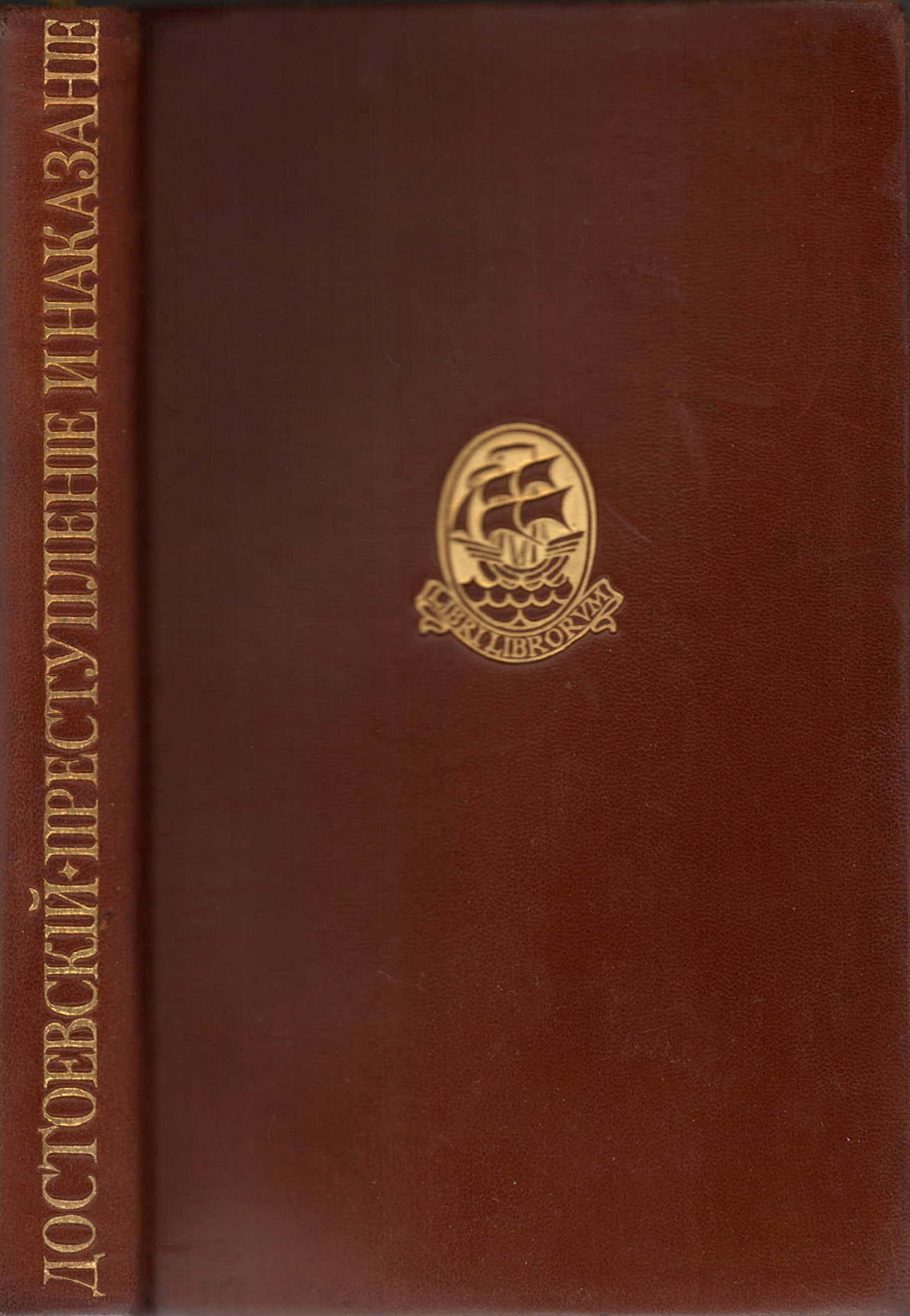
Dostojewski: Schuld und Sühne (Libri Librorum, 1921)

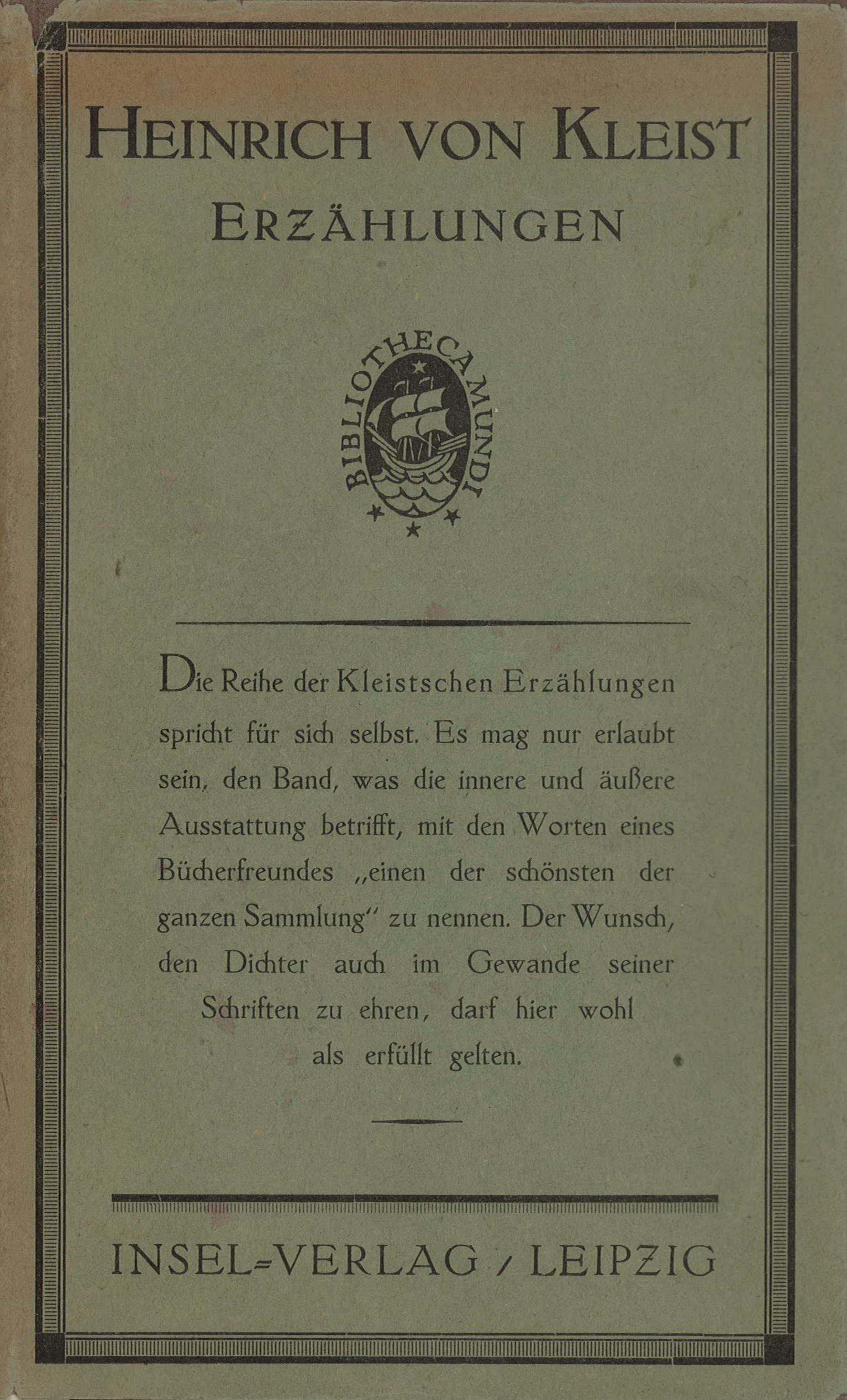
Kleist: Erzählungen, (Bibliotheca mundi, 1920)

- Fremdsprachige Ausgaben (Orbi literarum)

Ein Jahr später begann auf Anregung von Stefan Zweig, der sich auch intensiv an der Herausgabe beteiligte, die Edition der überwiegend fremdsprachigen Buchreihen Bibliotheca Mundi (Hrsg. Stefan Zweig), Libri Librorum und Pandora, die sich als beste Werke der Weltliteratur im Urtext „zum Orbis Literarum zusammenschließen“ sollten, dem Verlag allerdings nicht den erwarteten wirtschaftlichen Erfolg brachten, so dass sie vorzeitig abgebrochen werden mussten. 
- Gesamtausgaben

In den 1920er Jahren wurden mehrbändige Ausgaben von Fjodor M. Dostojewski (Übersetzung: Hermann Röhl), Stendhal (Ü: Arthur Schurig, Otto von Taube), Leo Tolstoi, William Shakespeare, Theodor Storm und Rainer Maria Rilke herausgegeben
 Auch das Gesamtwerk von Goethe wurde in siebzehn Bänden (Dünndruckausgabe) neu aufgelegt; für breitere Käuferschichten erschien der sehr erfolgreiche so genannten Volks-Goethe mit ausgewählten Werken des Dichters in sechs Bänden.
- 2.50-Mark-Bücher

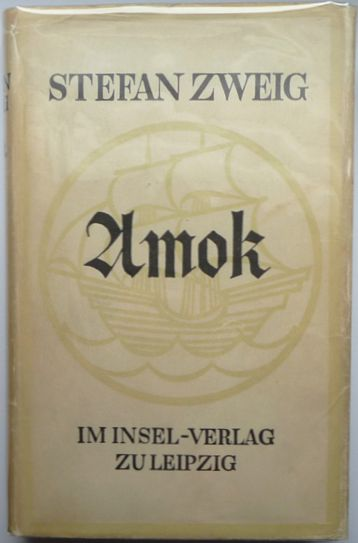
Zweig: Amok (OU, Neuausgabe von 1931 (2.50-M-Bücher))

Aufgrund der schwierigen wirtschaftlichen Lage auch auf dem Buchmarkt im Ergebnis der Weltwirtschaftskrise legte Kippenberg im Frühjahr 1931 auf Anregung von Stefan Zweig die Reihe der „2.50-Mark-Bücher“ auf. Damit sollten Erfolgstitel, wie Zweigs Novellenband „Amok“, Huchs dreibändige Geschichte des Dreißigjährigen Krieges, nun auf einen Band gekürzt, oder Franks „Räuberbande“, in größeren Stückzahlen weiter verkauft werden. In dieser Reihe erschienen auch Erzählungen von Maxim Gorki, der zuvor schon in der Insel-Bücherei mit mehreren Bändchen präsent war. Durch die bald hereinbrechende Naziherrschaft verschwanden bis auf den Band von Huch und Timmermans „Pallieter“ die anderen Autoren aus dem Verlagsprogramm, und die Reihe wurde eingestellt. Später gab es dann ähnliche Reihen zum Preis von 3,75 und 4,50 Mark.
- Autoren

Ausländische Autoren jener Jahre waren unter anderen D. H. Lawrence, Virginia Woolf, Paul Valéry, William Butler Yeats und Émile Zola. 
Unter den zeitgenössischen deutschsprachigen Autoren waren Hans Carossa, Egon Caesar Corti, Leonhard Frank, Ricarda Huch, Ernst Penzoldt sowie Stefan Zweig zu finden. Ab Anfang der 1930er Jahre war im Verlagsprogramm auch Karl Heinrich Waggerl, der sich in der Folgezeit – Werke Stefan Zweigs durften ab 1936 nicht mehr verkauft werden – bis zum Ende des Zweiten Weltkriegs zu einem der verkaufsträchtigsten Autoren der Verlags entwickeln sollte.

#### Faksimile-Ausgaben und Sonderdrucke
Als besondere Insel-Drucke erschienen die Faksimile-Ausgaben von Bachs Matthäus-Passion (1922) und h-Moll-Messe (1924) sowie die Manessische Liederhandschrift (1926). Zu Kippenbergs 50. Geburtstag im Jahre 1924 wurde die Festschrift Navigare necesse est mit Texten unter anderen von Stefan Zweig, Johannes R. Becher, Martin Buber und Theodor Däubler sowie mit originalen Grafiken von für den Verlag tätigen Künstlern, wie Marcus Behmer, Frans Masereel oder Walter Tiemann, herausgegeben und anlässlich des 25-jährigen Bestehens des Verlages ein Verzeichnis mit allen Veröffentlichungen des Hauses.

### Machtergreifung der Nationalsozialisten und Zweiter Weltkrieg

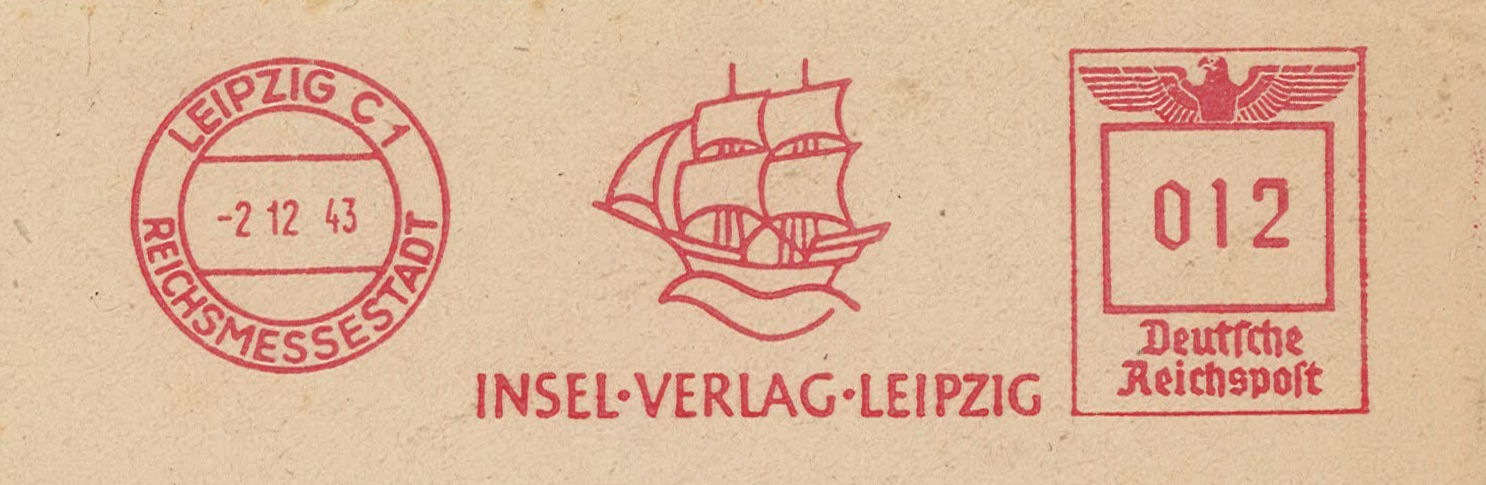
Absenderfreistempel des Verlags vom 2. Dezember 1943 (Verwendung gut einen Tag vor dem Bombenangriff auf Leipzig)

Mit der Machtergreifung der Nationalsozialisten sollten rund 30 Insel-Titel
von Autoren, die wegen ihrer jüdischen Herkunft oder ihrer politischen Einstellung im Dritten Reich nicht erwünscht waren, aus dem Verlagsprogramm entfernt werden. Allerdings erreichte Kippenberg den Verkauf einzelner Titel unter Verzicht auf Werbung bis auf Widerruf seitens der staatlichen Kontrollstellen. So gab es sogar noch Nachauflagen von älteren Buchtiteln von Stefan Zweig, insbesondere aus der Insel-Bücherei. Spätestens ab Frühjahr 1936 war diese Praxis jedoch beendet worden.
 Der Verlag überstand die 1930er Jahre und die Kriegszeit durch Publikationen von Klassikern und nicht verbotenen Schriftstellern, wie Hans Carossa, Edzard Schaper, Reinhold Schneider oder dem neu im Programm zu findenden Karl Heinrich Waggerl. Auch die Insel-Bücherei erschien in beachtlichem Umfang weiter und sicherte sich durch nun auch in farbigem Offsetdruck erschienene Bändchen zu Kunst- und Naturthemen einen großen Publikumszuspruch, so dass 1937 das 25-jährige Reihenjubiläum mit einer breiten Palette neuer Titel begangen werden konnte.
In der Nacht vom 3. zum 4. Dezember 1943 wurde das Verlagsgebäude in der Kurzen Straße 7 bei einem verheerenden Luftangriff auf Leipzig vollständig zerstört.

### Die Teilung des Verlages nach dem Zweiten Weltkrieg

#### Das Wiesbadener Verlagshaus
Nach Kriegsende, vor dem Hintergrund der sich abzeichnenden deutschen Teilung, gründete Kippenberg eine westdeutsche Niederlassung des Verlags in Wiesbaden, deren Leitung sein langjähriger Mitarbeiter Friedrich Michael übernahm. Nach dem Tod Kippenbergs am 21. September 1950 in Luzern leitete zunächst seine Tochter Bettina von Bomhard und anschließend ihre ältere Schwester Jutta von Hesler das Wiesbadener Unternehmen weiter.

#### Das Leipziger Verlagshaus
Von den sowjetischen Besatzungsbehörden wurde am 1. März 1946 eine Produktionslizenz für Leipzig erteilt, die zwar bereits am 11. April 1946 widerrufen wurde, aber dennoch zunächst den Nachdruck älterer Titel ermöglichte. Erst am 25. Februar 1947 kam es dann zu einer endgültigen Lizenzierung des Insel Verlags in Leipzig, dessen „Generalbevollmächtigung“ Richard Köhler erhielt.

In der DDR wurde der Insel Verlag Anton Kippenberg nie komplett verstaatlicht, einzelne Gesellschafteranteile wurden staatseigen oder unter treuhänderische Verwaltung gestellt. Bis 1960 war das ostdeutsche Verlagshaus Hauptsitz des Unternehmens, anschließend das westdeutsche. 1977 wurde der Verlag zusammen mit den Leipziger Verlagen Gustav Kiepenheuer, der Dieterich’schen Verlagsbuchhandlung und dem Paul List Verlag zur Verlagsgruppe Kiepenheuer zusammengeschlossen, deren Direktor von 1979 bis 1990 Roland Links war. Das Haus konzentrierte sich in der DDR weiterhin, entgegen anfänglichem Misstrauen der Regierung, auf das humanistische Erbe. Zunächst erschienen auch verstärkt Bücher von sozialistischen Autoren, Ende der 1960er Jahre stand aber das Programm von Kippenberg wieder im Vordergrund der Verlagsarbeit. Werke von Schriftstellern wie Ricarda Huch, Hugo von Hofmannsthal, Heinrich Böll, Oscar Wilde, Arthur Rimbaud, Paul Verlaine, Christian Morgenstern oder Virginia Woolf waren in der DDR lange Zeit nur über die Ausgaben des Insel Verlages erhältlich. Des Weiteren wurden Neuausgaben älterer deutscher Literatur und Neuübersetzungen von Standardwerken der Weltliteratur herausgegeben.
Die sorgfältige Gestaltung der Bücher hatte sowohl für das Leipziger als auch für das Frankfurter Haus weiterhin oberste Priorität. Trotz der zunehmenden Engpässe bei der Materialbeschaffung und der unsicheren wirtschaftlichen Situation konnten die Leipziger Produktionen den hohen Ansprüchen der Vorkriegszeit zumeist genügen, obwohl auch der Insel Verlag teilweise mit minderwertigen, holzhaltigen Druckpapieren auskommen musste. Die Zusammenarbeit mit der Hochschule für Grafik und Buchkunst in Leipzig sowie die Bereitstellung der Museumsbestände aus Gotha, Dresden oder Weimar stellten hierbei eine große Hilfe dar.
Die Kooperation mit dem Frankfurter Haus, die nach 1961 merklich erschwert wurde, blieb bis zur Wiedervereinigung Deutschlands erhalten. 1970 kam die gemeinsam angelegte Bibliografie der gesamten Verlagsproduktion der Jahre 1899–1969 heraus, eine weitere für die Insel-Bücherei folgte 1987.

#### Der westdeutsche Verlag
1960 wurde die westdeutsche Zweigniederlassung zum Hauptsitz des Verlages bestimmt und der Sitz nach Frankfurt am Main verlegt. 1963 erfolgte die Übernahme durch den Suhrkamp Verlag, zu dem der Insel Verlag bis heute gehört. Die Leitung übernahm der Suhrkamp-Verleger Siegfried Unseld. Die Vereinigung mit Suhrkamp brachte dem Unternehmen wirtschaftlich neuen Aufschwung.
Die Titelauswahl knüpfte an das ursprüngliche Programm des Verlages an und so wurden mehrbändige Klassikerausgaben von Lessing, Hölderlin, Schiller, Kleist oder E. T. A. Hoffmann herausgegeben. Zeitgenössische Autoren waren Reinhold Schneider, Erhart Kästner, Marie Luise Kaschnitz, Hermann Lenz, Mircea Eliade und André Kaminski.
Die Tradition der Faksimile-Ausgaben konnte aufrechterhalten werden (Goethes Das römische Carneval, die Heidelberger Bilderhandschrift des Sachsenspiegels oder das Evangeliar Heinrich des Löwen erschienen) und 1967 begann die Bibliothek deutscher Erst- und Frühausgaben, in der u. a. Schriften von Schiller, Goethe und Kleist in originalgetreuer Aufmachung publiziert wurden. Neben Goethes Werk bildeten auch Rilkes Bücher weiterhin einen Verlagsschwerpunkt. Ein Hauptanliegen des Hauses war seit Mitte der Sechziger die Herausgabe von Biografien, autobiografischen Texten und Briefwechseln klassischer Schriftsteller.
Ab 1969 erschienen, beginnend mit Walter Schmögners „Drachenbuch“, die „Insel-Bilderbücher“. Sie wurden im glanzkaschierten Pappband aufgebunden und umfassten ca. 40 Seiten. Namhafte in- und ausländische Autoren und Illustratoren, wie James Krüss, Mordillo oder Nicola Bayley, waren bei der Gestaltung dieses neuen Typus von Kinderbüchern in der Bundesrepublik tätig. In den 1980er Jahren wurden viele Titel in die Reihe „Insel-Taschenbücher“ übernommen.
1972 konnte eine eigene Taschenbuchreihe ins Leben gerufen werden, die Insel-Taschenbücher (it), in der neben Werken der Hausautoren des Verlages auch Schriften der Antike und Reiseliteratur herausgebracht wurden. Die Umschlaggestaltung übernahm Willy Fleckhaus. 1975 fasste der Insel-Almanach (erstmals 1906 erschienen) die letzten 75 Jahre Verlagsarbeit zusammen.
Siegfried Unseld gründete 1981 den Deutschen Klassiker Verlag als Tochterunternehmen von Suhrkamp und Insel. Auch hier wurde auf die besondere Gestaltung der Bücher Wert gelegt und kamen ausgesuchte Materialien für die Einband- und Seitenausstattung zum Einsatz. Die Bände lagen in sechs aufeinander abgestimmten Blautönen beim Handel vor und enthielten ein eigens für die Bibliothek entwickeltes alterungsbeständiges Dünndruckpapier (Persia K). Das Haus verlegte seitdem sowohl klassische belletristische Texte als auch historische, philosophische und politische Schriften.
Mehr als das Leipziger Haus nahm Frankfurt auch französische, portugiesische, englische, italienische und spanische Literatur in sein Verlagsprogramm auf.
War die Insel-Bücherei einst der finanzielle Rückhalt des Hauses, konnte sich die Buchreihe insbesondere ab den 1970er Jahren nicht mehr gegen preisgünstigere Taschenbuchreihen anderer Verlage behaupten, so dass die Auflagenhöhe immer mehr reduziert wurde. Auch verlor die Reihe durch eine Einbandgestaltung, die derjenigen von Taschenbüchern immer ähnlicher wurde, ihr traditionelles Gesicht. Sogar die Einstellung der Reihe war letztlich im Gespräch, da sich das Problem eines Reihenkonzepts, das der Tradition ebenso wie den modernen Marktanforderungen gerecht wird, zunächst nicht so einfach lösen ließ. Dieser ungünstige Trend bei Inhalt und Form konnte erst zum 75-jährigen Reihenjubiläum 1987 gestoppt werden.
Einen deutlichen Aufschwung nahm die Reihe im Zuge der deutschen Wiedervereinigung.

### Der Verlag seit 1991
Nach der Wiedervereinigung Deutschlands wurden die beiden Teilverlage wieder zusammengeführt. Danach firmierte der Insel Verlag wieder unter beiden Verlagsorten; rechtlich wurde allerdings „Leipzig“ als Niederlassung geführt.
Mit zahlreichen Veranstaltungen feierte das Haus 1999 sein hundertjähriges Bestehen. Drei Jahre später starb Siegfried Unseld, dessen Nachfolge Ulla Unseld-Berkéwicz und Philip Roeder antraten.
2005 wurde der Verlag der Weltreligionen als Tochterunternehmen von Insel gegründet.
Das Programm blieb den Grundideen der vorangegangenen Jahrzehnte treu. Neben belletristischer Literatur des 20. Jahrhunderts führt das Haus weiterhin einen großen Klassiker-Bereich. Außerdem finden sich die Sparten Kultur und Geschichte, Sachbuch sowie die Rubrik Kinder und Erwachsene im Gesamtverzeichnis wieder (siehe: Weblinks).
Über das Verlagsprogramm und verlegerische Schwerpunkte der aktuellen Editionstätigkeit informierte von 1906 bis 2011 – mit Unterbrechungen im Jahr 1920 und von 1942 bis 1951 – zusätzlich der jährlich erscheinende Insel-Almanach. Die 2011 eingestellte Schriftenreihe wurde nach 1945 nur im Wiesbadener Verlagshaus fortgeführt.

### Umzug nach Berlin 2010 und Insolvenzverfahren
Am 6. Februar 2009 informierte die Verlegerin Ulla Unseld-Berkéwicz darüber, dass der Suhrkamp Verlag, und damit auch der Insel Verlag, nach Berlin umziehen werden. Zum Jahreswechsel 2009/2010 nahm der Verlag seine Tätigkeit in Berlin auf; in Frankfurt verblieb eine Dependance, in der alle drei Stiftungen des Verlags weiter tätig sind. Das historische Nicolaihaus in der Brüderstraße in Berlin-Mitte, das als neuer Verlagssitz vorgesehen war, konnte jedoch noch nicht bezogen werden, so dass der Verlag interimistisch in der Pappelallee 78–79 (ehemaliger Sitz des Finanzamts Friedrichshain-Prenzlauer Berg) in Berlin-Prenzlauer Berg residieren musste.
Infolge des Insolvenzverfahrens beim Suhrkamp Verlag, das aufgrund von gesellschaftsrechtlichen Streitigkeiten zwischen den Altgesellschaftern und dem 2006 in die Verlagskommanditgesellschaft eingetretenen Hans Barlach eingeleitet wurde, stellte auch der Insel Verlag am 3. Juni 2013 einen Insolvenzantrag und beantragte Eigenverwaltung. Am 21. Januar 2015 wurde das Insolvenzverfahren des Suhrkamp Verlags durch Umwandlung des Verlages in eine Aktiengesellschaft abgeschlossen.
Zusammen mit dem Suhrkamp Verlag hat der Insel Verlag seit Ende August 2019 sein neues Domizil in einem teilweise öffentlich zugänglichen Neubau in Berlins Mitte, an der Ecke Torstraße/Rosa-Luxemburg-Platz, mit der Postadresse „Torstraße 44“. Das Betonensemble wurde von dem Architekten Roger Bundschuh entworfen, das Innenleben hat das Team von Kinzo geplant.

## Buchreihen
- Insel-Bücherei (seit 1912, mehr als 2 000 Bändchen)
- Memoiren und Chroniken (1914–1924)
- Österreichische Bibliothek (1915–1917, 26 Bändchen)
- Der Dom. Bücher deutscher Mystiker (1919–1927, 13 Bände; Faksimileausgabe 1980)
- original fremdsprachige Reihen mit wenigen deutschsprachigen Titeln (Orbis literarum):
  - Bibliotheca Mundi (1920–1923, 14 Bände) – Sammelwerke bedeutender Autoren
  - Libri Librorum (1921–1942, 5 Bände) – größere Einzelwerke der Weltliteratur
  - Reihe Pandora (1920–1921, 52 Bändchen) – Lyrik, Prosa und Dramatik sowie kleinere Schriften zu Politik, Kunst und Kultur
- Deutsche Meister (1921–1934, 13 Bände) – Monographien über deutsche Kunst und Künstler
- sammlung insel (1965–1969, 50 Titel in 52 Bänden) – Texte aus Literatur und Wissenschaft der Vergangenheit
- Bibliothek des Hauses Usher (1969–1975, 26 Bände) – unheimliche und phantastische Literatur
- Phantastische Wirklichkeit (1971–1975, 15 Bände) – internationale Science-Fiction
- Insel-Taschenbücher (seit 1972) – Broschuren mit Werken aller Genres und Zeiten

## Verlagsverzeichnisse und Werbemittel

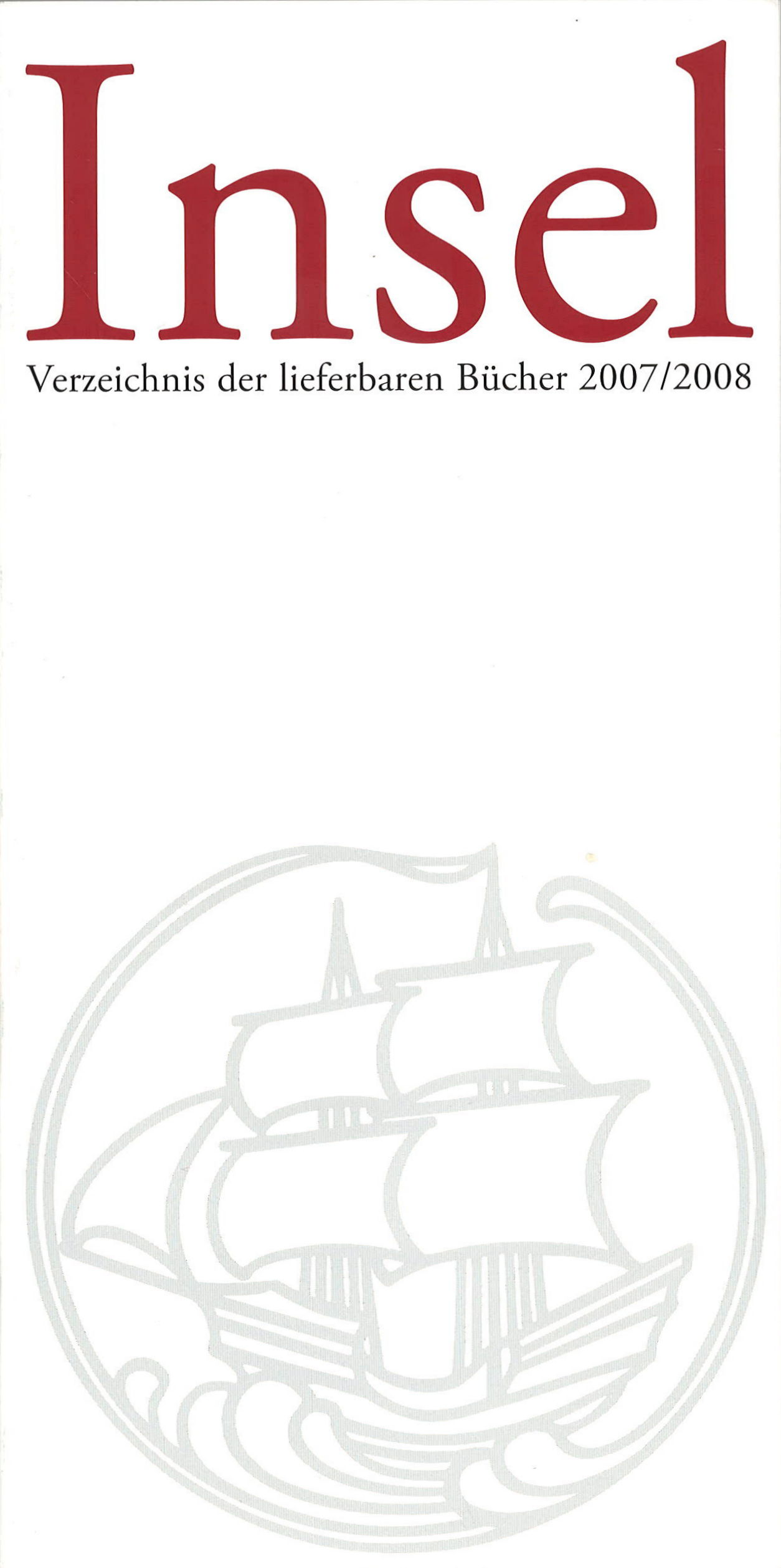
Jüngstes Verzeichnis der lieferbaren Bücher 2007/2008

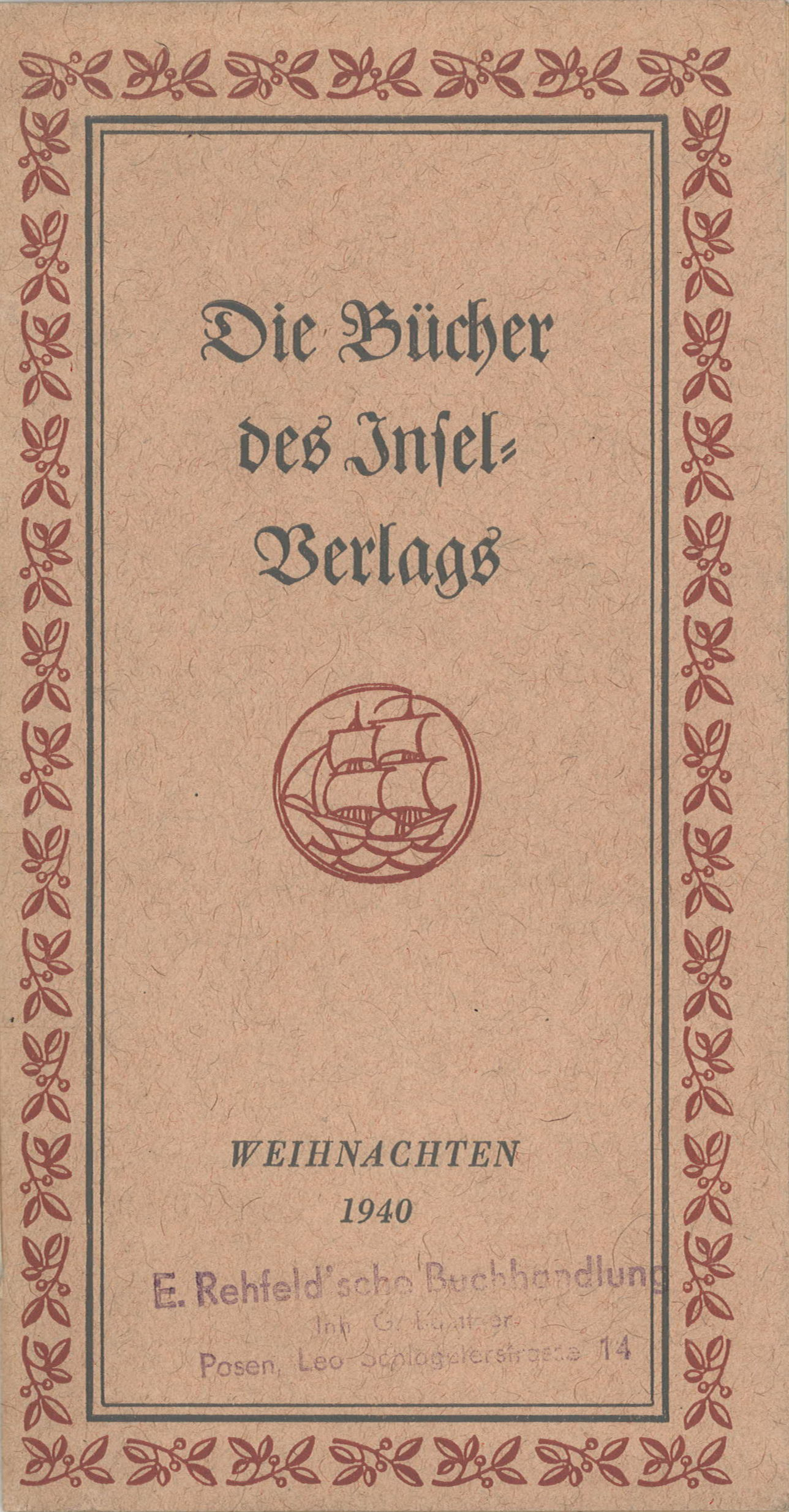
Letzter Gesamtkatalog im Zweiten Weltkrieg, Weihnachten 1940

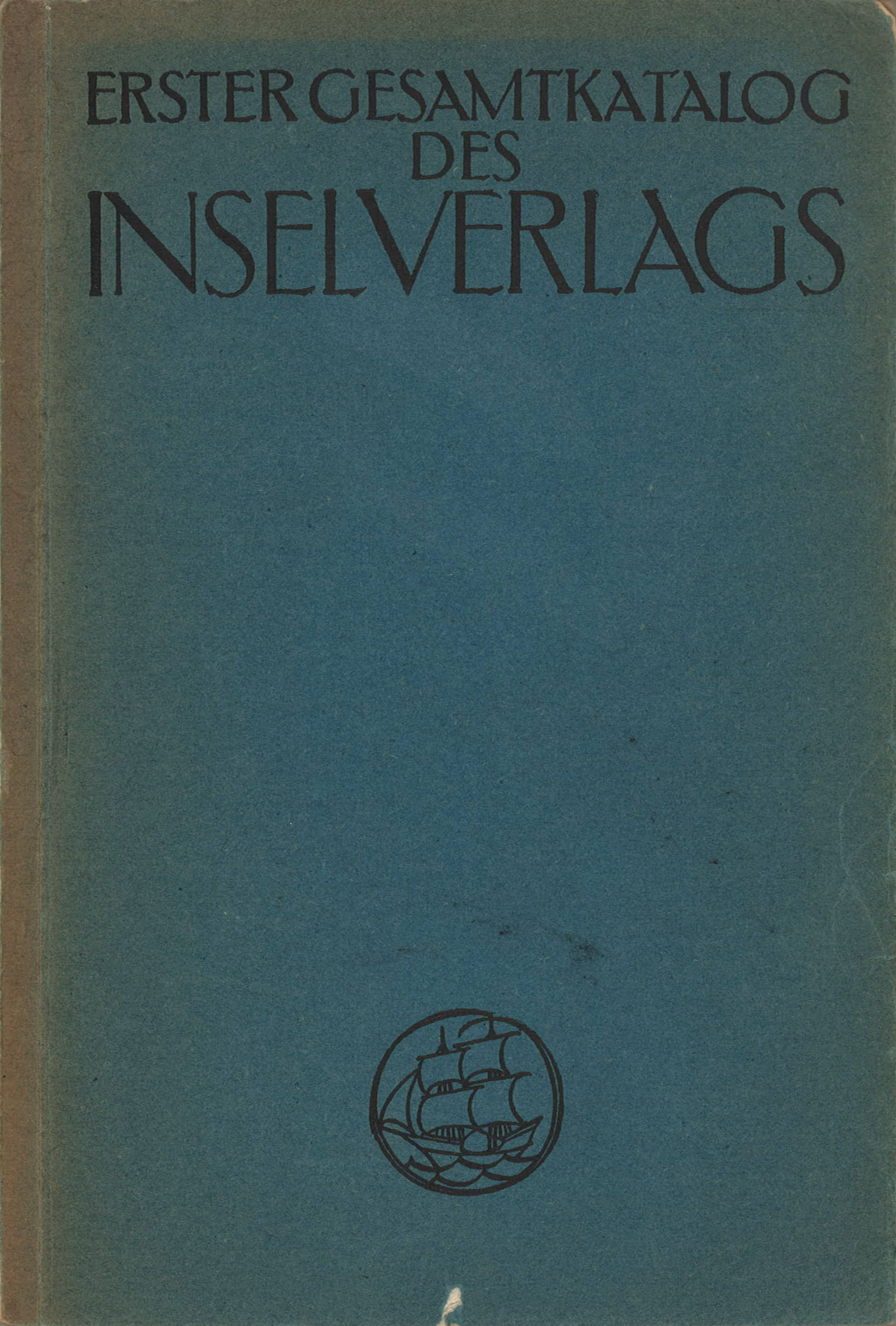
Erster Gesamtkatalog (1913)

Schon von Beginn an präsentierte der Insel Verlag sein Verlagsprogramm oder spezielle Ausschnitte daraus für besondere Themengruppen oder einzelne Autoren in sorgfältig gestalteten Werbematerialien. Diese waren entweder in den Büchern selbst als Einleger zu finden oder wurden über die Buchhandlungen bzw. den Verlag direkt auf Kundenanforderung als größere und umfangreichere Zusammenstellungen bereitgestellt. Das Format reicht dementsprechend vom einfachen Waschzettel bis zur gehefteten Broschüre im A 4–Format, die mit Schwarz-Weiß-Illustrationen ausgestattet war. Letzteres kam ab Mitte der 1920er Jahre insbesondere bei den traditionell vor dem Weihnachtsfest herausgegebenen Werbemitteln zum Einsatz. Der Werbemitteleinsatz endete kriegsbedingt zunächst 1940. In jenem Jahr machte der Verlag zum Weihnachtsfest letztmals vor Kriegsende auf seine Verlagsprodukte mit einer gedruckten Buchankündigung aufmerksam. Erst zu Beginn der 1950er Jahre wurde in beiden Verlagshäusern die Tradition der Werbemittelproduktion wieder aufgenommen. Aufgrund der marktwirtschaftlichen Bedingungen geschah dies im Wiesbadener und später Frankfurter Verlagshaus nachvollziehbarer Weise in wesentlich größerem Umfang als im Leipziger.
In der DDR verkauften sich unter planwirtschaftlichen Handelsbedingungen die Bücher des Insel Verlags auch ohne aufwändige Werbung. Die sog. Waschzettel gab es deshalb in größerem Umfang nur in den 1950er Jahren. Gleichwohl wurden schon zur Fortführung der Verlagstradition und vor allem auch, um ausländische Kunden ansprechen zu können, bis zur Wiedervereinigung Halbjahres- und später Jahresverzeichnisse des Insel Verlags-Programms produziert. Hier wurden häufig gestalterisch anspruchsvolle Einbandentwürfe von namhaften Künstlern, wie Hellmuth Tschörtner, Karl-Georg Hirsch oder Heiner Vogel, verwendet.
Die 1969 begründete Tradition des Erscheinens von kleinen Halbjahresverzeichnissen mit den Neuerscheinungen des Insel Verlags in Leporelloform mit dem Verlagssignet und teilweise Illustrationen wurde bis 2002 gepflegt. Ab Ende der 1970er Jahre wurde im Frankfurter Verlagshaus an die aus der Vorkriegszeit bekannten großformatigen Werbebroschüren angeknüpft. Sie erschienen nun als mehrfarbige und auf Kunstdruckpapier gedruckte Programmankündigungen jeweils zum Frühjahr und zum Herbst eines jeden Jahres. Ihr Umfang lag anfänglich bei 2–4 Dutzend Seiten. Im Herbst 2010 wechselte ihre Bezeichnung – sie wurden nunmehr als Halbjahresverzeichnisse ediert. Ab 2. Halbjahr 2011 erhöhte sich ihr Umfang merklich und schwankt seitdem zwischen 80 und 120 Seiten. Darüber hinaus stellt der Verlag für erfolgreiche klassische und Gegenwartsautoren des Verlagsprogramms besondere Werbemittel her, wie Bucheinleger, Werbebroschüren, Plakate oder Zeitungen. Dies trifft z. B. auf Friedrich Schiller, Hermann Hesse sowie Sigrid Damm und Ralf Rothmann zu.

## Verlagsarchiv
Das Verlagsarchiv der Buchproduktion befindet sich seit 2010 im Deutschen Literaturarchiv Marbach, wohin es vom Verlag anlässlich des Umzugs nach Berlin veräußert wurde. Es besteht aus den Produktionsarchiven des Hauptprogramms von 1899 bis 2002 und der Insel-Bücherei von 1912 bis 2002.